# Urban (Bischof)
Urban (auch Gwrgan) († vor 9. Oktober 1134) war ein walisischer Geistlicher. Ab 1107 war er Bischof von Glamorgan. Urban versuchte, das Gebiet seiner Diözese weiter als über das Gebiet der Herrschaft Glamorgan auszudehnen, scheiterte aber. Es gelang ihm aber, das Gebiet der nun Diözese Llandaff genannten Diözese zu behaupten und die Grenzen zu festigen.

## Herkunft und Aufstieg zum Bischof

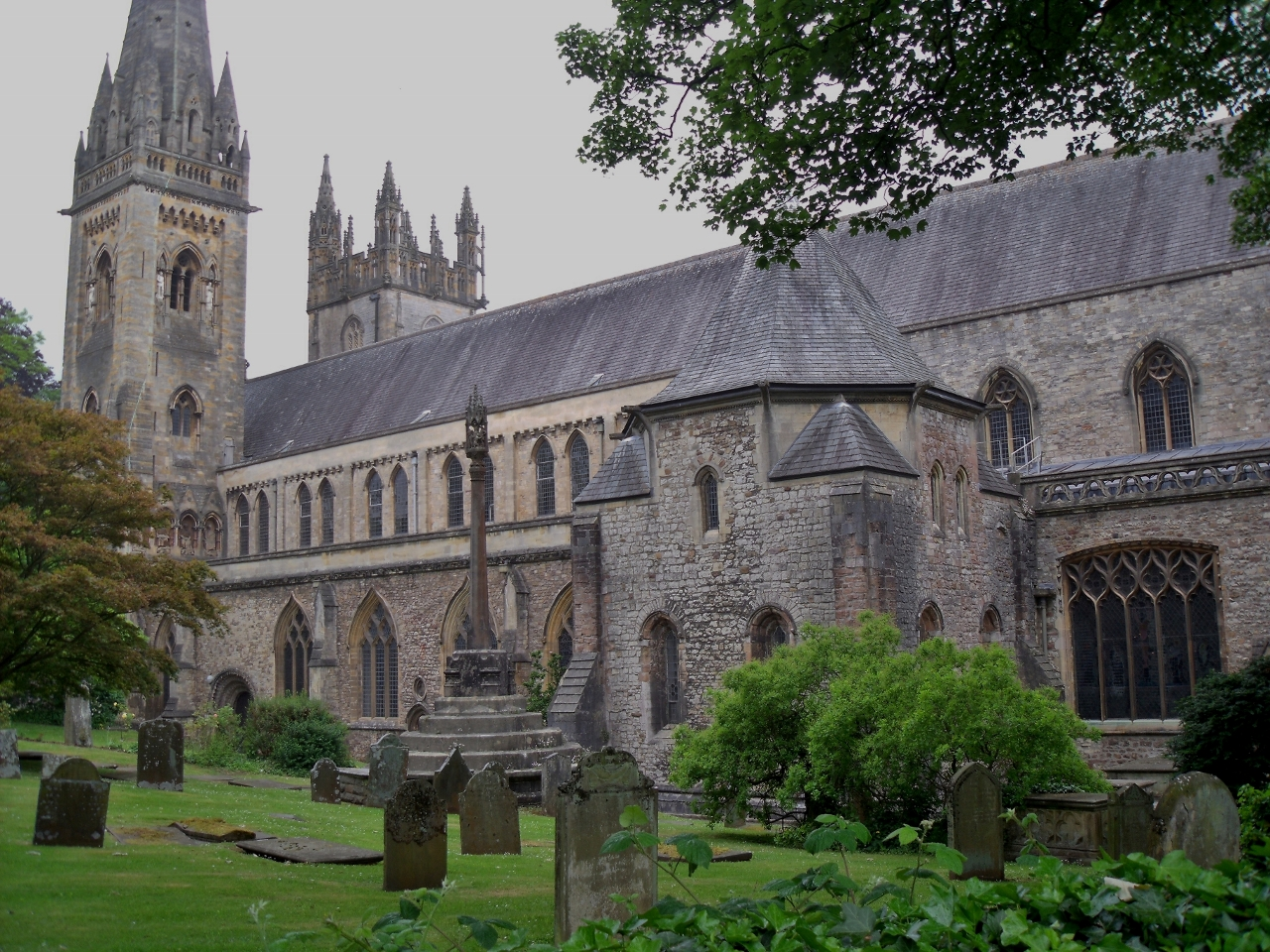
Die von Urban begonnene Kathedrale von Llandaff

Ob Urban ein Engländer oder Waliser war, ist ungeklärt. Von seinen vier bekannten Brüdern hatten zwei einen walisischen und zwei einen normannischen Namen. Bevor er Bischof wurde, war er Priester in Worcester, doch er hatte auch enge Kontakte zu der geistlichen Gemeinschaft im walisischen Llancarfan. Urban diente dem südostwalisischen Bischof Herewald als Archidiakon und war offenbar mit den Besonderheiten der walisischen Kirche in der Region vertraut. Nachdem Herewald wohl 1104 gestorben war, blieb die Diözese, deren Mittelpunkt Glamorgan war, zunächst vakant. Als der englische König Heinrich I. 1107 mit Erzbischof Anselm von Canterbury eine Einigung über das Recht zur Besetzung der englischen Diözesen erreicht hatte, war Urban einer der ersten Bischöfe, die vom König vorgeschlagen wurden. Er war auch der erste von den normannischen Eroberern eingesetzte Bischof in Wales. Die normannischen Barone von Glamorgan hatten dabei die Bischofswahl offenbar nicht beeinflusst, doch wohl von Geistlichen aus der Region war Anselm gebeten worden, Urban zum Bischof zu weihen. Am 11. August 1107 wurde Urban von Anselm zum Bischof geweiht, und als erster walisischer Bischof gelobte er dem englischen Erzbischof Gehorsam.

## Tätigkeit als Bischof

### Festigung der Diözese
Urban nahm regelmäßig an Provinzialsynoden und oft an der Weihe von neuen Bischöfen teil. Gelegentlich war er auch am Hof von Heinrich I. in England oder in der Normandie. Er nannte sich zunächst Bischof von Glamorgan, doch Urban beanspruchte für seine Diözese ein Gebiet, das größer als diese Herrschaft war. Zunächst wandte er sich gegen die normannischen Adligen und Siedler, die während der normannischen Eroberung von Wales die Schwäche von Urbans hochbetagten Vorgänger Herewald ausgenutzt hatten und Land, das die Kirche beanspruchte, unter ihre Kontrolle gebracht hatten. Auch noch während der ersten Jahre von Urbans Amtszeit hatten die Normannen Land besetzt und Kirchen und Klöster gegründet, die unter ihrer Kontrolle und nicht unter der Aufsicht des Bischofs standen. Urban verteidigte nun entschlossen den Kirchenbesitz und forderte zu Unrecht besetzte Gebiete zurück, was zu Konflikten mit den normannischen Baronen Brian FitzCount, Bernard de Neufmarché und besonders mit Earl Robert of Gloucester führte.

### Konflikt mit den benachbarten Diözesen Hereford und St Davids
Urbans zweites Anliegen war sein Anspruch auf Gebiete, die zu den Diözesen Hereford und St Davids gehörten. Um seinen Anspruch zu bekräftigen, suchte er auf Provinzialsynoden und bei der Kurie Unterstützung. 1119 reiste er nach Frankreich, wo Papst Calixt II. in Soissons und während des dritten Konzil zu Reims Urbans Anliegen wohlwollend anhörte. Ab diesem Jahr wurde Urbans Diözese zunehmend als Diözese Llandaff bezeichnet. Calixt II. wandte sich an die normannischen Barone in Glamorgan und versuchten diese zu überzeugen, die besetzten Güter der Diözese zurückzuerstatten. Dazu wandte er sich an die Verwalter der vakanten Diözese Hereford, damit die Diözese Llandaff das beanspruchte Archenfield erhielt, sowie an Bischof Bernard von St Davids, damit Ystrad Tywi, Gower, Cydweli und Cantref Bychan an Llandaff fallen sollten. Urban erneuerte seine Ansprüche 1125 auf diese Gebiete auf dem vom päpstlichen Legaten Giovanni da Crema, Kardinalpriester von San Crisogono geleiteten Konzil von London. Daraufhin besuchte Giovanni da Crema 1125 die Diözese Llandaff, womit er der erste päpstliche Legat war, der eine walisische Diözese besuchte. Der Kardinal bestätigte, dass die Diözese durch den Verlust der Ländereien verarmt war, und lobte den Bau der Kathedrale von Llandaff, den Urban um 1120 begonnen hatte und die der Mittelpunkt seiner Diözese werden sollte. Die alte, nur kleine Kirche von Llandaff war dem walisischen Heiligen Euddogwy geweiht. Urban erweiterte das Patrozinium der neuen Kathedrale um das des Simon Petrus, womit er seine Zuwendung zur römischen Kirche signalisieren wollte, sowie um die walisischen Heiligen Teilo und Dyfrig. Dyfrig wurde besonders in Teilen von Herefordshire verehrt, und Teilo in Westwales. Mit diesen beiden Patrozinien bekräftigte Urban seine erweiterten Gebietsansprüche. 1126 erzielte Urban in dem Konflikt mit den normannischen Baronen einen Erfolg, als er 1126 in Gegenwart des Königs in Woodstock ein Abkommen mit Robert of Gloucester schloss. In diesem wurden die Rechte des Bischofs genau beschrieben und von den Rechten der Baronen abgegrenzt. 1127 erneuerte Urban ohne Erfolg seine Gebietsansprüche auf einem weiteren Konzil in London.

### Weitere Auseinandersetzungen um das Gebiet der Diözese, Reisen nach Rom und Tod

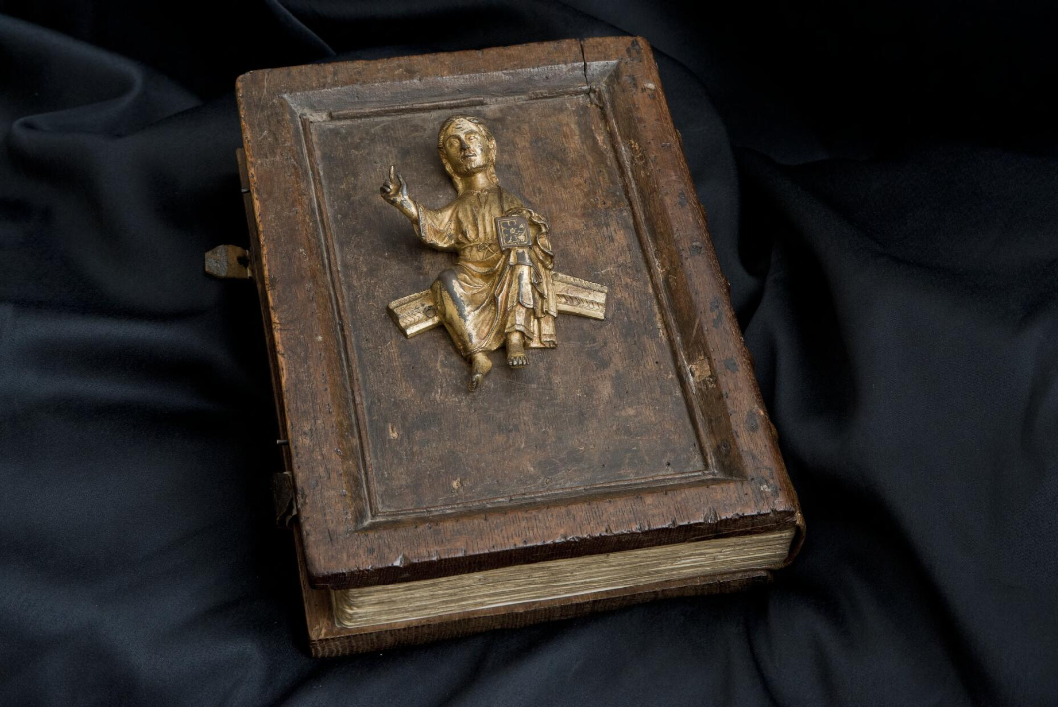
Der Einband des Liber Landavensis, des unter Urban vollendeten Book of Llandaff

1128 reiste Urban nach Rom, um seine Ansprüche erneut vor der Kurie zu vertreten. Auch der neue Papst Honorius II. war zunächst geneigt, den Ansprüchen von Urban stattzugeben. Urbans Gegenspieler Bischof Richard de Capella von Hereford war im Vorjahr gestorben, und Bischof Bernard von St Davids war nicht nach Rom gereist, so dass schließlich die Kurie den Ansprüchen von Urban stattgab. Nach Urbans Abreise erschien jedoch im April 1129 Bischof Bernard in Rom. Er konnte Urbans Vorwürfe gegen ihn widerlegen, so dass sich nun Urban verteidigen musste. Seine Freunde ihn Rom warnten ihn, dass es für seine Anliegen schlecht stehen würde, und der neue Papst Innozenz II., der ihm anfangs ebenfalls wohlgesinnt gewesen war, betrachtete seine Ansprüche zunehmend kritischer. Urbans Gegner beklagten, dass die Diözese Hereford benachteiligt worden war, da die Kurie den Streit erst nach dem Tod von Bischof Richard de Capella und vor der Ernennung von Bischof Robert de Bethune entschieden hatte. Daraufhin wurden die Zugeständnisse, die die Kurie gegenüber Urban gemacht hatte, wieder aufgehoben. Urban sollte sich nun vor dem vierten Konzil von Reims 1131 verantworten. Während jedoch Bernard von St Davids an dem Konzil teilnahm, wurde Urban durch eine Krankheit an der Teilnahme gehindert. Daraufhin überwies der Papst den Streit an mehrere englische Geistliche, die ihn entscheiden sollten. Diese lehnten schließlich Urbans Ansprüche ab. Daraufhin begann Urban 1134 eine erneute Reise nach Rom, während der er starb.

## Sonstiges
Urban ließ die endgültige Fassung des Book of Llandaff erstellen. Diese Sammlung von historischen Texten beinhaltet viele Besitznachweise der Diözese Llandaff, die jedoch in vorigen Fassungen schon erweitert und teils aufgebläht worden waren. Urban benutzte dies als Legitimation für seine eigenen Ansprüche. Nicholas ap Gwrgan, der 1148 Bischof von Llandaff wurde, wird gelegentlich als Sohn von Urban bezeichnet, was aber nicht belegt ist.